# Hôtel Libéral Bruant
Hôtel Libéral Bruant je městský palác v Paříži. Nachází se v ulici Rue de la Perle ve 3. obvodu v historické čtvrti Marais.

## Historie
V roce 1677 koupil Jean Scarron od rodiny Fusées pozemek jižně od ulice Rue de la Perle, který jí patřil už od 13. století. Architekt Libéral Bruant spolu se svým bratrem Louisem Bruantem získali pozemek v roce 1683 při aukci. Terén byl rozdělen na několik parcel, na kterých Libéral Bruant postavil několik paláců určených k pronájmu a později na prodej. Architekt si ponechal nejvýchodnější parcelu pro postavení vlastního domu v roce 1685.
Po Bruantově smrti v roce 1697 jeho vdova pronajala dům matematikovi Guillaumu Françoisovi Antoinovi de l'Hospital, členu Akademie věd. Palác poté několikrát změnil majitele. François-Ignace de Fontenu jej v roce 1771 pronajal inženýrovi Jeanovi Rodolphovi Perronetovi, který zde založil École nationale des ponts et chaussées (Národní škola silnic a mostů), která zde sídlila až do roku 1778. Potom byla budova přeměněna na dílny a kanceláře. V 19. století byla těžce poškozena přestavbami. Majitelem se posléze stalo město Paříž, které palác prodalo v roce 1968 společnosti Bricard, a ta zde po restaurování zřídila Musée de la serrure (Muzeum zámečnictví). Muzeum bylo otevřeno v roce 1976 a uzavřeno v roce 2003, kdy v paláci vzniklo centrum současného umění.

## Architektura
Fasáda na nádvoří má klenutá okna, která byla v módě v době panování Ludvíka XIV. Fasáda je dále tvořena menšími obdélníkovámi okny a okrouhlými nikami pro umístění bust římských císařů. Mohutný fronton uprostřed corps de logis je zdoben andělíčky a rohy hojnosti.
Všechny fasády na nádvoří, zadní fasády, střechy, portál na ulici a povrch nádvoří podléhá ochraně jako historická památka od 22. května 1964.